# Carbenkomplexe

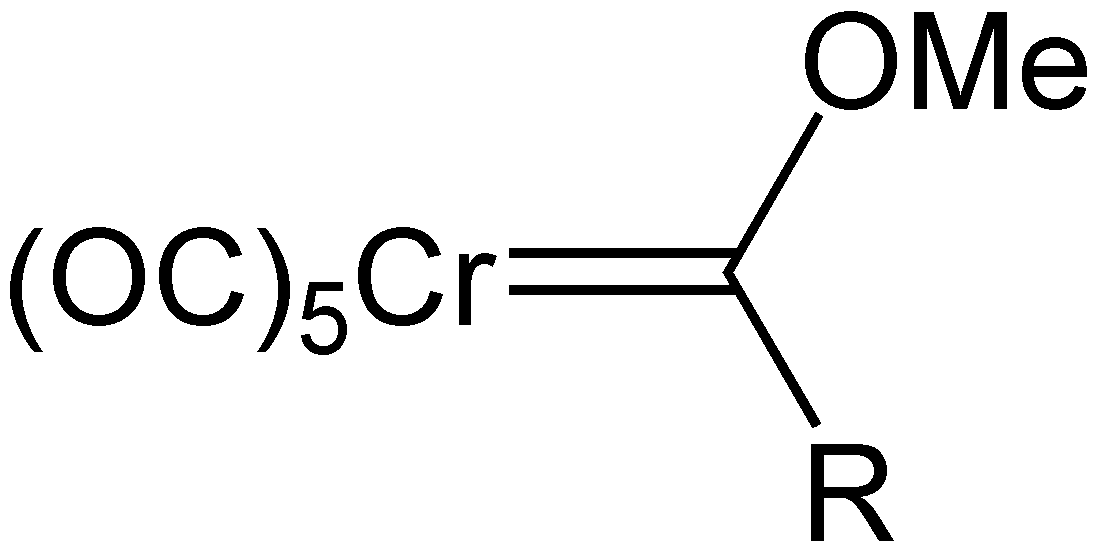
Beispiel für ein Fischer-Carben

Carbenkomplexe sind Übergangsmetallkomplexe, die formal mindestens eine Metall-Kohlenstoff-Doppelbindung enthalten. Sie sind metallorganische Verbindungen und werden in zwei Untergruppen – Fischer-Carben-Komplexe und Schrock-Carben-Komplexe – eingeteilt, wobei für die Einteilung die elektronische Umgebung des an das Metall gebundenen Kohlenstoffatoms entscheidend ist.
Der bindende Kohlenstoff in Fischer-Carben-Komplexen ist durch elektronenziehende Gruppen substituiert und damit elektrophil. Bei Schrock-Carben-Komplexen handelt es sich durch seine elektronenschiebenden Substituenten um ein nukleophiles Kohlenstoffatom. Eine luftstabile Weiterentwicklung der Schrock-Carben-Komplexe stellt der Grubbs-Katalysator dar, der in der Olefinmetathese eine Anwendung findet.

## Geschichte
Bereits im Jahr 1915 stellte Lew Alexandrowitsch Tschugajew den ersten Carbenkomplex durch Umsetzung von Tetrakis(methylisocyanid)-platin(II) mit Hydrazin her.  Er erkannte jedoch nicht die Natur dieser Verbindung. Die Aufklärung der Struktur des entstehenden Carbenkomplexes gelang erst in den 1970er Jahren. Im Jahre 1963 setzte M. Ryang Eisenpentacarbonyl mit lithiumorganischen Verbindungen zu Aldehyden und Ketonen um. Die Bildung der intermediären Carbenkomplexe wurde von ihm nicht erkannt.
Im Jahr 1964 setzte Ernst Otto Fischer an der Technischen Universität München Chromhexacarbonyl mit Phenyllithium um. Nach Alkylierung mit dem Meerwein-Salz Trimethyloxoniumtetrafluoroborat gelangte er zum ersten nachgewiesenen Carbenkomplex. Die Komplexklasse wurde nach ihrem Entdecker Fischer-Carben-Komplexe benannt.
Übergangsmetall-Komplexe mit stabilen Carbenen (N-Heterocyclische Carbene) entstanden ab 1995.

## Bindungsverhältnis
Bei Fischer-Carben-Komplexen handelt es sich beim freien Carben formal um ein Singulett-Carben (beide Elektronen sind in einem Orbital, Multiplizität 1). Die σ-Hinbindung erfolgt durch ein doppelt besetztes Carbenorbital, die π-Rückbindung durch das doppelt besetzte Metallorbital.
Näherungsweise können die Bindungsverhältnisse durch folgende mesomere Grenzstrukturen ausgedrückt werden:
Die Bindung ist polarisiert, wobei δ- dem Metall und δ+ dem Kohlenstoff zukommt. Da der Carbenkohlenstoff positiv polarisiert ist, spricht man von einem elektrophilen Carben.
Bei Schrock-Carben-Komplexen handelt es sich formal beim freien Carben um ein Triplettcarben. Das heißt, dass sich die beiden Elektronen des Carbens in zwei verschiedenen Orbitalen befinden, woraus sich eine Multiplizität von drei ergibt. Die σ-Hinbindung sowie die π-Rückbindung werden also jeweils durch ein Elektron des Metalls und des Liganden gebildet.

## Fischer-Carben-Komplexe
Fischer-Carben-Komplexe tragen am carbenoiden Kohlenstoff ein Heteroatom. Fischer-Carben-Komplexe werden mit späten Übergangsmetallen in niedrigen Oxidationsstufen gebildet und haben elektrophilen Charakter.

### Darstellung
Fischer-Carben-Komplexe können leicht durch Addition von Metallorganylen an Carbonylkomplexe und anschließende Alkylierung erhalten werden. Hierzu kann zum Beispiel ein Lithiumalkyl eingesetzt werden, das zunächst an den Carbonylliganden addiert. Die Alkylierung wird meist mit dem Meerwein-Salz Trimethyloxoniumtetrafluoroborat durchgeführt.
E. O. Fischer untersuchte die Chemie der Carbenkomplexe eingehend. Neben der ursprünglichen Methode des nukleophilen Angriffs an Metallcarbonylen entwickelte er weitere Methoden. So gelang ihm die Übertragung von Carbenliganden durch photochemische Anregung auf andere Komplexe.  Durch nukleophilen Angriff an Carbinkohlenstoff eines kationischen Carbinkomplexen mit Cyanid- und Rhodanid-Ionen gelang Fischer die Darstellung neuartiger Carbenkomplexe.
Analog zur Fischer-Methode können Carbenkomplexe durch nukleophilen Angriff an Isocyanidkomplexen dargestellt werden. Joseph Chatt gelangte durch die Umsetzung einer Reihe von Isocyanidkomplexen des Typs [PtCl2 (PhNC) (PEt3)] mit Ethanol zu kristallinen Carbenkomplexen.
Die Synthesechemie der Carbenkomplexe ist vielfältig. Wolfgang A. Herrmann gelang die Darstellung von Carbenkomplexen durch die Umsetzung von Halbsandwichkomplexen des Mangans mit Diazoverbindungen. Ulrich Schöllkopf alkylierte Quecksilber-Acylkomplexe und gelangte auf diesem Weg zu Carbenkomplexen. Öfele setzte Metallcarbonylate wie Dinatriumchrompentacarbonylat mit 1,1-Dichlorcyclopropenderivaten zum Carbenkomplex Pentacarbonyl(2,3-diphenylcyclopropenyliden)-chrom(0) um.
Cardin gelang die Darstellung von Carbenkomplexen durch die Spaltung einer C=C-Doppelbindung mit Platinkomplexen des Typs ((PR3)PtCl2)2. Daneben gelingt die Modifizierung von Carbenkomplexen wie der Ersatz von nicht-Carbenliganden, etwa von Kohlenstoffmonoxid durch einen Phosphanliganden, oder durch Reaktionen am Liganden, wie etwa Substitutionen.

### Reaktionen
Die Reaktionen der Fischer-Carben-Komplexe sind vielfältig und können unterteilt werden in Reaktionen am nicht-Carbenliganden, etwa dessen Substitution durch einen anderen Liganden, die Substitution des Carbenliganden und Additionsreaktionen am Carbenkohlenstoff. Des Weiteren sind Reaktionen am Carbenliganden möglich sowie Umlagerungen. Fischer-Carben-Komplexe werden in der Dötz-Reaktion eingesetzt.

## Schrock-Carben-Komplexe

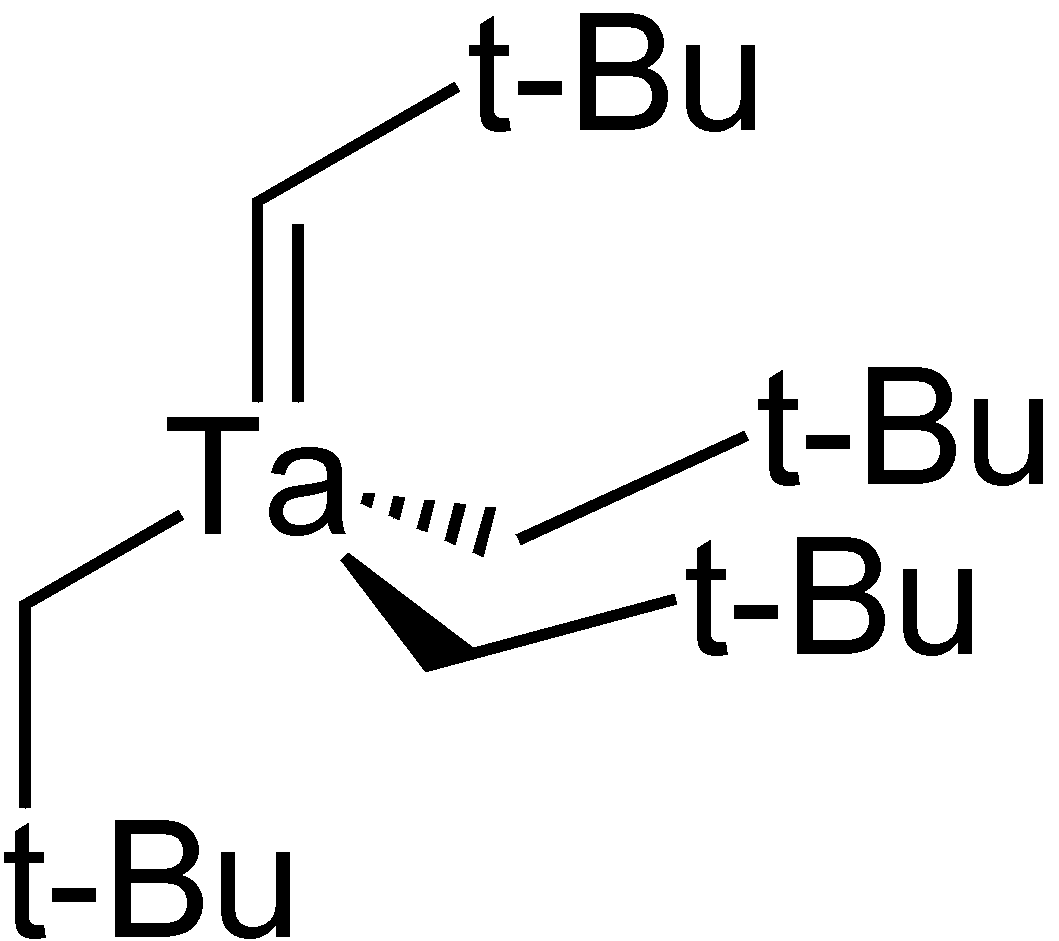
Schrock-Carben

Unter Schrock-Carben-Komplexen versteht man nukleophile Carbenkomplexe, die im Gegensatz zu Fischer-Carbenen nicht heteroatomsubstituiert sind. Sie werden mit frühen Übergangsmetallen in hohen Oxidationsstufen gebildet und sind benannt nach Richard R. Schrock.

### Darstellung
Eine Möglichkeit der Synthese von Schrock-Carben-Komplexen ist in folgendem Schema gegeben. Tantal(V)-pentachlorid wird mit Neopentyllithium zur Reaktion gebracht. Hierbei bildet sich das kurzlebige Intermediat Tantal(V)-pentaneopentylat. Dieses zerfällt unter Eliminierung von Neopentan zum Schrock-Carben-Komplex.
Da Schrock-Carben-Komplexe oft wenig stabil sind, werden sie häufig erst kurz vor ihrer Verwendung hergestellt.

### Reaktionen
Schrock-Carben-Komplexe werden zu Alkylenierungen eingesetzt. So zum Beispiel das Tebbe-Reagenz zur Methylenierung, also dem Einführen einer Methylengruppe, von Ketonen.